# Etiqueta de información nutricional

Muestra de una etiqueta de información nutricional, con instrucciones de la Administración de Alimentos y Medicamentos de EE. UU.

La etiqueta de información nutricional o de valor nutricional, o simplemente etiqueta nutricional es una etiqueta requerida en la mayoría de los alimentos envasados en muchos países, que muestra qué nutrientes contiene y en qué cantidad. Las etiquetas generalmente se basan en estándares oficiales, y la mayoría de estados también publican pautas genéricas nutricionales. En algunos casos, estas guías se basan en objetivos dietéticos para diversos nutrientes que las etiquetas de alimentos especifican.
El etiquetado nutricional ha evolucionado para convertirse en una herramienta clave en la promoción de elecciones alimentarias saludables. Este sistema busca informar a los consumidores sobre el contenido de nutrientes en los alimentos procesados, como grasas, azúcares, proteínas y sodio, ayudando a tomar decisiones más informadas. Existen dos tipos principales de etiquetado: interpretativo, como las etiquetas de advertencia o los semáforos nutricionales, y no interpretativo, como las tablas con valores numéricos. Ambos sistemas tienen como objetivo simplificar la comprensión de la información nutricional, aunque su efectividad varía según el contexto.
En América Latina, países como Chile, Ecuador y Argentina lideran iniciativas innovadoras. Las etiquetas frontales de advertencia en forma de octógonos negros permiten identificar alimentos con altos niveles de ingredientes críticos, relacionados con enfermedades como obesidad y diabetes. En Argentina, la Ley de Promoción de la Alimentación Saludable destaca por exigir advertencias claras en productos con exceso de sodio, azúcar y grasas, mejorando la transparencia y comparación entre alimentos.
A pesar de estos avances, el etiquetado enfrenta desafíos significativos. La falta de armonización global y la complejidad de algunos sistemas dificultan la comparación de productos entre países. Además, muchos consumidores carecen de formación en interpretación nutricional, lo que puede llevar a decisiones desequilibradas y percepciones negativas sobre ciertos alimentos. Es esencial implementar normativas que garanticen información precisa y fácil de entender.
El futuro del etiquetado nutricional es prometedor. Las tendencias apuntan hacia sistemas más integrales que incluyan no solo información nutricional, sino también aspectos ambientales y sostenibles. Esto refuerza su rol como herramienta de salud pública, fomentando hábitos más saludables y promoviendo alimentos más nutritivos. Un marco regulatorio sólido y consensuado será clave para alcanzar estos objetivos.

## Por región

### Australia y Nueva Zelanda
En Australia y Nueva Zelanda se usa un panel informativo del siguiente formato:
| Porciones por paquete: Tamaño de la porción: g |                      |                    |
|                                                | Cantidad por porción | Cantidad por 100 g |
| Energía                                        | 0                    | kJ (Cal)           |
| Proteínas                                      | 0                    | g                  |
| Grasas                                         | 0                    | g                  |
| – Saturadas                                    | 0                    | g                  |
| Carbohidratos                                  | g                    | g                  |
| – Azúcares                                     | g                    | g                  |
| Sodio                                          | mg                   | mg                 |

También se pueden incluir otros elementos según corresponda, y las unidades se pueden variar también, por ejemplo, sustituyendo ml por g o mmol por mg en referencia a la cantidad de sodio. En abril de 2013, el gobierno de Nueva Zelanda introdujo una normativa sobre otras declaraciones nutricionales en el envasado, como por ejemplo, cuándo se podía calificar como «bajo en grasa».

### Canadá

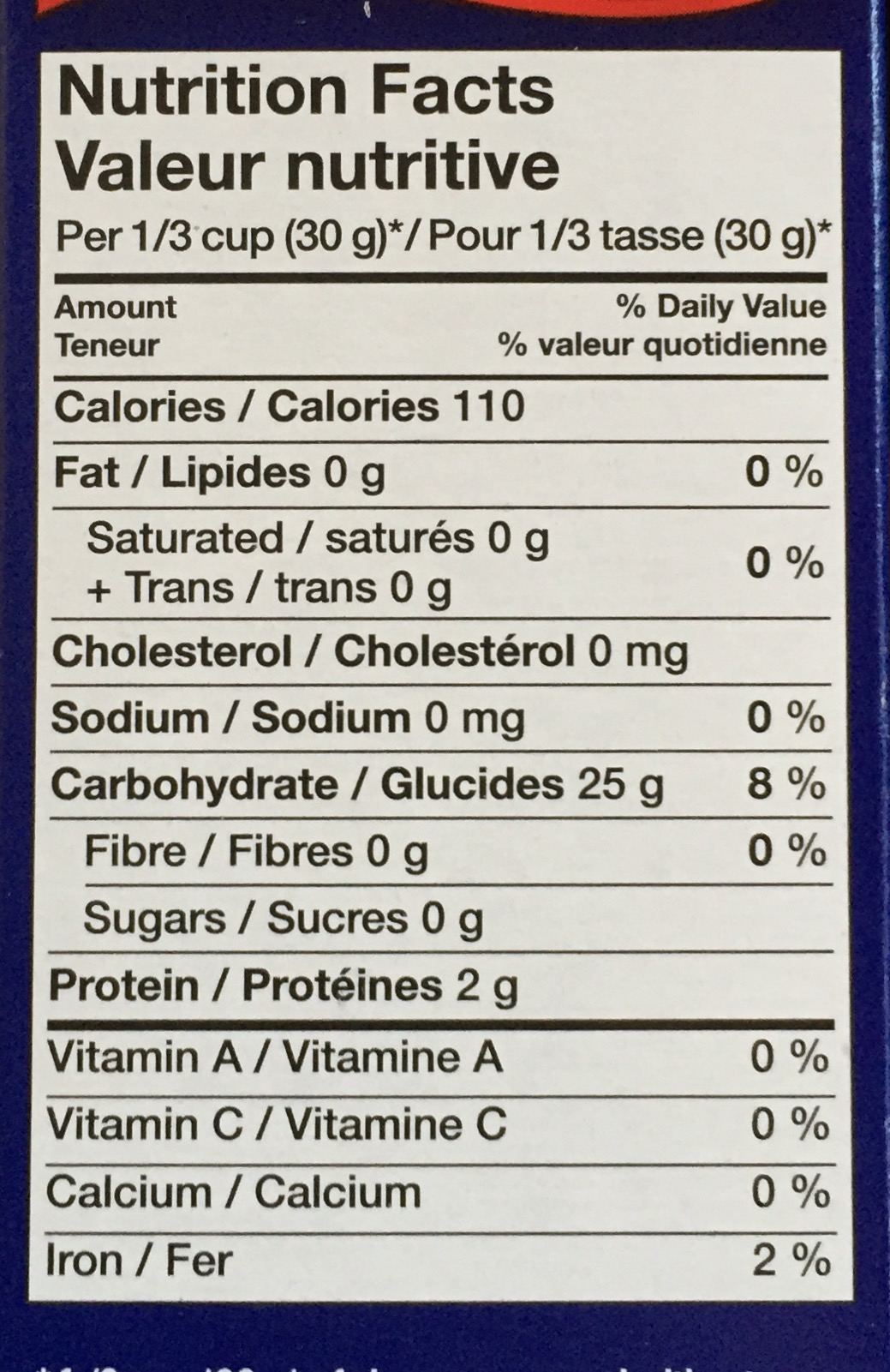
Una etiqueta nutricional canadiense que muestra información en inglés y francés.

En Canadá, se introdujo una etiqueta estandarizada de «Información Nutricional» como parte de las regulaciones aprobadas en 2003, y se convirtió en obligatoria para la mayoría de los productos alimenticios preenvasados el 12 de diciembre de 2005. Las pequeñas empresas recibieron hasta el 12 de diciembre de 2007, para que la información estuviera disponible. De conformidad con las leyes de envasado de alimentos en este país, toda la información, incluida la etiqueta nutricional, debe estar escrita tanto en inglés como en francés, ya que son los dos idiomas oficiales del país. La provincia de Quebec tiene requisitos específicos con respecto a los envases bilingües, sobre todo porque el idioma francés debe ser el idioma prominente en las etiquetas de los productos.
La regulación canadiense controla estrictamente la manera en que se presentan los datos de la tabla de información nutricional (nutrition fact table, NFT). Hay una variedad de formatos posibles para usar en un paquete de alimentos dado. Se utiliza una jerarquía para seleccionar entre los formatos (28 formatos principales y de 2 a 7 subformatos para cada uno). Esto da como resultado que se consideren formatos estándar (verticales) para su uso antes que los formatos horizontales y lineales. La jerarquía de selección también permite que el NFT ocupe no más del 15% del área de visualización disponible (available display area, ADS) del paquete físico, pero nunca sea más pequeño que un formato que sería menos del 15% de ADS. En la práctica, determinar los ADS de un paquete y seleccionar el formato NFT apropiado puede ser un cálculo detallado.

### China
En 2011, el Ministerio de Salud de China publicó el Estándar Nacional de Seguridad Alimentaria para el Etiquetado Nutricional de los Alimentos Preenvasados (GB 28050-2011). Los nutrientes centrales que deben estar en una etiqueta son: proteínas, grasas, carbohidratos y sodio. La energía se observa en kJ. Y todos los valores deben ser por cada 100 g o, en el caso de líquidos, cada 100 ml.

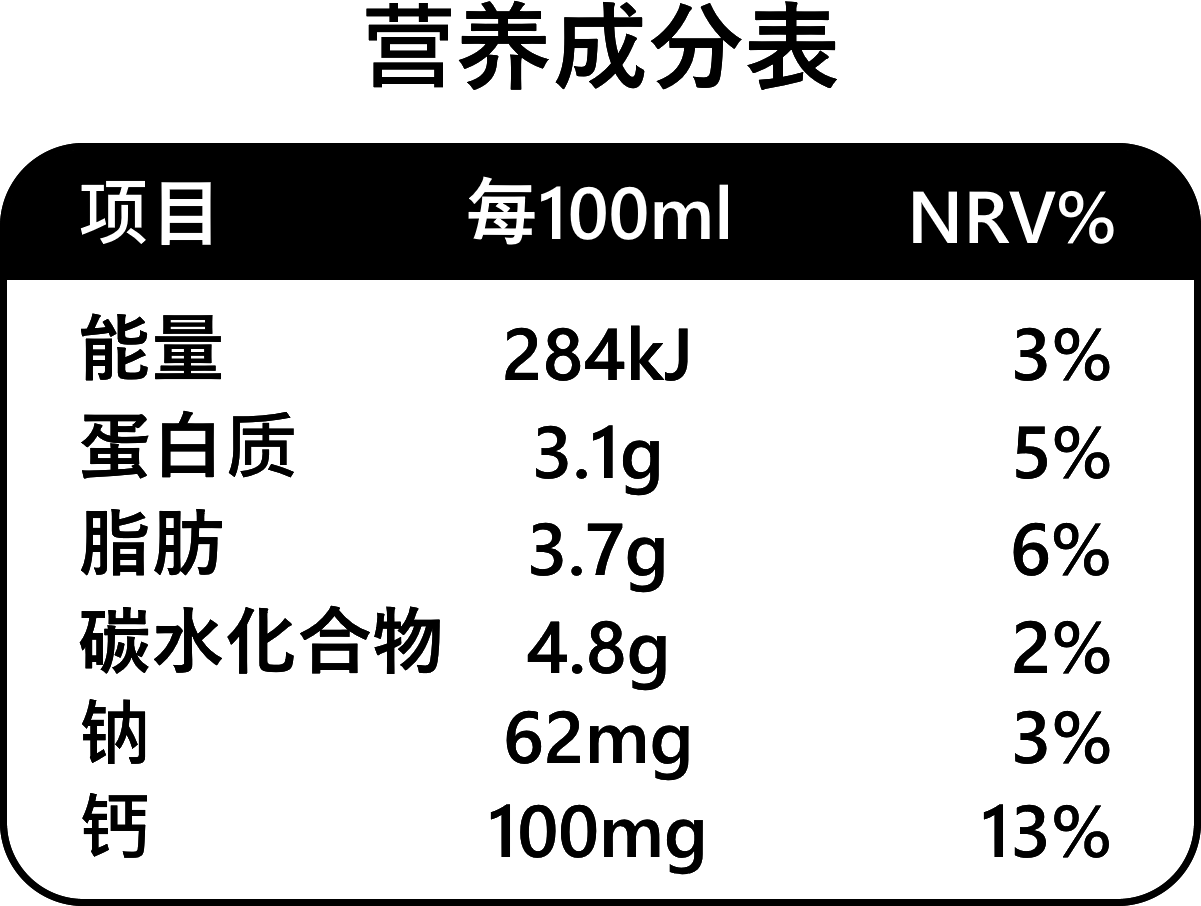
Un ejemplo de una etiqueta de información nutricional china

### Unión Europea

Etiqueta nutricional británica para un yogur. Una diferencia clave del etiquetado estadounidense es que siempre proporciona valores para una cantidad establecida (100 ml o, como aquí, 100 g), lo que permite una fácil comparación entre productos. Además, la fibra no se considera un tipo de carbohidrato.

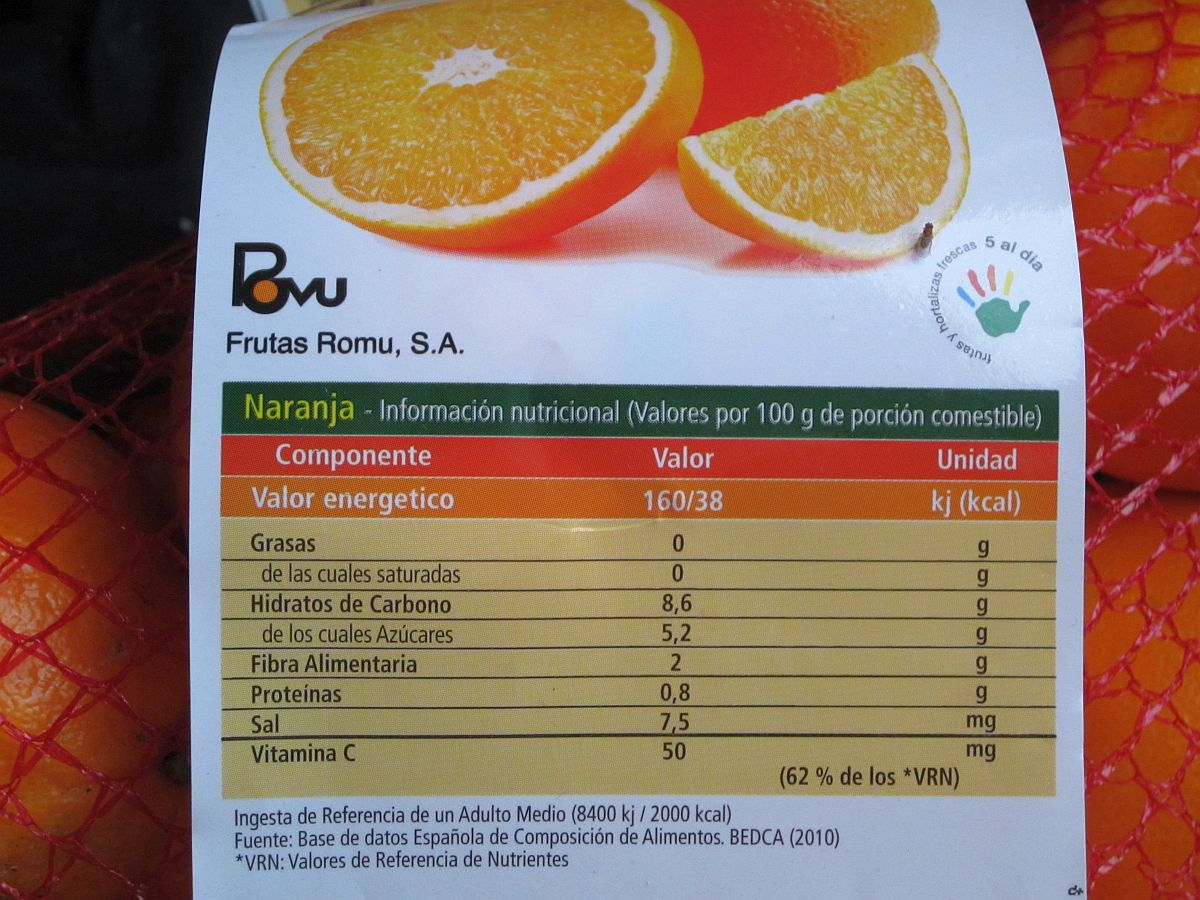
Etiqueta de información nutricional en una bolsa de naranjas. En la UE no es obligatorio etiquetar los vegetales sin procesar.

En la Unión Europea, fue regulado por la Directiva 2008/100/CE de la Comisión Europea, del 28 de octubre de 2008, que modifica la Directiva 90/496/CEE del Consejo sobre el etiquetado nutricional de los alimentos en lo que respecta a las cantidades diarias recomendadas, los factores de conversión de energía y las definiciones. Una nueva regulación está ahora en vigor (Reglamento 1169/2011). El etiquetado nutricional se convirtió en obligatorio para la mayoría de los alimentos preenvasados a partir de diciembre de 2016.
Según la normativa previa (Directiva 90/496, enmendada), la información, generalmente en formato de panel, se etiqueta con mayor frecuencia como «Información nutricional», o su equivalente en los varios idiomas de la UE (véase la imagen). El panel es opcional, pero si se proporciona, se debe seguir el contenido y el formato prescritos. Siempre dará valores para una cantidad establecida de 100 g (3.5 oz) o 100 ml (3.5 imp. fl. oz; 3.4 US fl oz). A menudo se especifica también la «porción» como opcional. Primero vendrán los valores de la energía alimentaria, tanto en kilocalorías como en kilojulios.
Luego vendrá un desglose de los elementos constitutivos: generalmente la mayoría o la totalidad de las proteínas, carbohidratos, almidón, azúcar, grasa, fibra y sodio. Es probable que las grasas se desglosen a su vez en grasa saturada e insaturada, y que los carbohidratos proporcionen un subtotal de los azúcares. En la nueva normativa, la información obligatoria es: energía, grasas, saturados, carbohidratos, azúcares, proteínas y sal, en ese orden particular, con opciones para extender esta lista a: monoinsaturados, poliinsaturados, polioles, almidón, fibra, vitaminas y minerales.
Con respecto a las declaraciones de propiedades saludables y nutricionales (composición), estas están armonizadas en la UE a través del Reglamento 1924/2006, modificado. En noviembre de 2012, la Comisión Europea publicó dos nuevos reglamentos: el Reglamento (CE) n.º 1047/2012 y el Reglamento (CE) n.º 1048/2012. Ciertos grupos de declaraciones nutricionales a partir del Reglamento (CE) no 1924/2006 tuvieron que ser cambiados. Además, se modificaron las declaraciones de propiedades saludables asociadas al β-glucanos de la cebada (por ejemplo, reducir el colesterol en la sangre).
Dentro del Reglamento 1924, se definen legalmente expresiones como «bajo en grasa», «alto en fibra» o «reducido en calorías».
Todas las declaraciones de propiedades saludables se han armonizado en la Unión Europea. Se pueden usar si han sido aprobados por la EFSA. La lista de declaraciones aprobadas y rechazadas está disponible en su sitio web.
Siempre que la información nutricional completa se muestre en el paquete, se puede incluir información nutricional y formatos adicionales (por ejemplo, un sistema de clasificación «por semáforos»: rojo, amarillo y verde, como el utilizado por el sistema Nutriscore). Este tipo de información complementaria queda fuera del alcance de la regulación y es voluntario por parte de los fabricantes.
Los reglamentos del Reino Unido figuran en las Listas 6 y 7 del Reglamento de etiquetado de alimentos de 1996.

### Hong Kong
En Hong Kong, las etiquetas de información nutricional están reguladas por la legislación subsidiaria de Alimentos y Medicamentos (Composición y Etiquetado), enmienda: Requisitos para el Etiquetado Nutricional y el Reclamo Nutricional, Reglamento 2008.

### India
El 19 de septiembre de 2008, el Ministerio de Salud y Bienestar Familiar notificó las Reglas de Prevención de Adulteración de Alimentos (5ª Enmienda), ordenando a los fabricantes de alimentos envasados que declaren en sus etiquetas de productos información nutricional y una marca de la FPO o Agmark, compañías que son responsables de verificar los productos alimenticios, para permitir a los consumidores tomar decisiones informadas mientras compran. Antes de esta enmienda, la divulgación de información nutricional era en gran medida voluntaria, aunque muchos grandes fabricantes tendían a adoptar la práctica internacional.

### México
Los productos alimenticios que se venden en México utilizan el estándar de etiquetado de productos de información nutricional NOM-051-SCFI-1994, imitando el modelo de datos nutricionales en los Estados Unidos (Nutrition Facts). La Norma Oficial Mexicana, o NOM (Norma Oficial Mexicana), fue desarrollada por la Secretaría de Comercio y Fomento Industrial, que en la actualidad forma parte de la Secretaría de Economía (SECOFI). Entró en vigencia el 24 de enero de 1996 y define «especificaciones generales para etiquetar alimentos y bebidas no alcohólicas preembotelladas».

### Estados Unidos
En los Estados Unidos, la etiqueta de Datos Nutricionales (Nutritional Facts label) enumera el % suministrado que se recomienda cumplir o limitar en un día de nutrientes basado en una dieta diaria de 2,000 calorías.
Con ciertas excepciones, como los alimentos destinados a bebés, se utilizan los siguientes valores diarios. Estos se denominan valores de ingesta diaria de referencia (Reference Daily Intake, RDI) y se basaron originalmente en la ingesta diaria recomendada (Recommended Dietary Allowances, RDA) de 1968 para cada nutriente a fin de garantizar que se satisfagan las necesidades de todas las combinaciones de edad y sexo. Estos son más antiguos que los valores dietéticos recomendados actuales de la ingesta dietética de referencia. Para la vitamina C, vitamina D, vitamina E, vitamina K, calcio, fósforo, magnesio y manganeso, las RDA más altas actuales son hasta un 50% más altas que los valores diarios más antiguos utilizados en el etiquetado, mientras que para otros nutrientes las necesidades recomendadas se han reducido. En la ingesta diaria de referencia se proporciona una tabla paralela de los valores diarios para adultos viejos y nuevos. A partir de octubre de 2010, los únicos micronutrientes que deben incluirse en todas las etiquetas son la vitamina A, la vitamina C, el calcio y el hierro. Para determinar los niveles de nutrientes en los alimentos, las empresas pueden desarrollar o utilizar bases de datos, y estos pueden enviarse voluntariamente a la Administración de Medicamentos y Alimentos de los Estados Unidos para su revisión.
| Nutriente    | Valor diario para etiqueta (antes de que 2016 actualización) | Más alto RDA de DRI | Unidad |
| ------------ | ------------------------------------------------------------ | ------------------- | ------ |
| Vitamina A   | 5,000                                                        | 3,000               | IU     |
| Vitamina C   | 60                                                           | 90                  | mg     |
| Vitamina B1  | 1.5                                                          | 1.2                 | mg     |
| Vitamina B2  | 1.7                                                          | 1.3                 | mg     |
| Vitamina B3  | 20                                                           | 16                  | mg     |
| Vitamina B5  | 10                                                           | 5                   | mg     |
| Vitamina B6  | 2                                                            | 1.7                 | mg     |
| Ácido fólico | 400                                                          | 400                 | μg     |
| Biotina      | 300                                                          | 30                  | μg     |
| Vitamina B12 | 6                                                            | 2.4                 | μg     |
| Vitamina D   | 400                                                          | 600                 | IU     |
| Vitamina E   | 12                                                           | 15                  | mg     |
| Vitamina K   | 80                                                           | 120                 | μg     |
| Calcio       | 1,000                                                        | 1,300               | mg     |
| Hierro       | 18                                                           | 18                  | mg     |
| Fósforo      | 1,000                                                        | 1,250               | mg     |
| Yodo         | 150                                                          | 150                 | μg     |
| Magnesio     | 400                                                          | 420                 | mg     |
| Zinc         | 15                                                           | 11                  | mg     |
| Selenio      | 70                                                           | 55                  | μg     |
| Cobre        | 2                                                            | 0.9                 | mg     |
| Manganeso    | 2                                                            | 2.3                 | mg     |
| Cromo        | 120                                                          | 35                  | μg     |
| Molibdeno    | 75                                                           | 45                  | μg     |
| Cloruro      | 3,400                                                        | 2,300               | mg     |

Además, existe un requisito para que los ingredientes se enumeren en orden de mayor a menor cantidad, de acuerdo con su peso. Este requisito tiene cierta flexibilidad durante la pandemia de COVID-19.

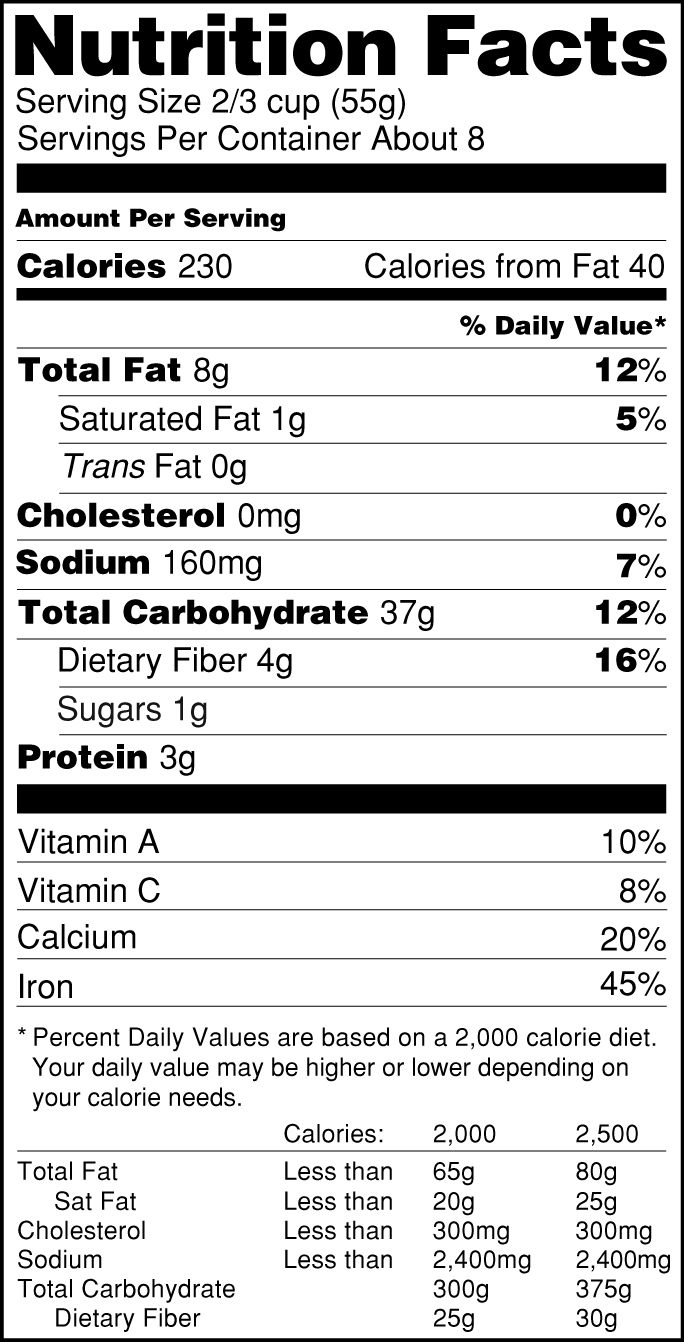
La etiqueta de información nutricional original de la FDA, a partir de 2006

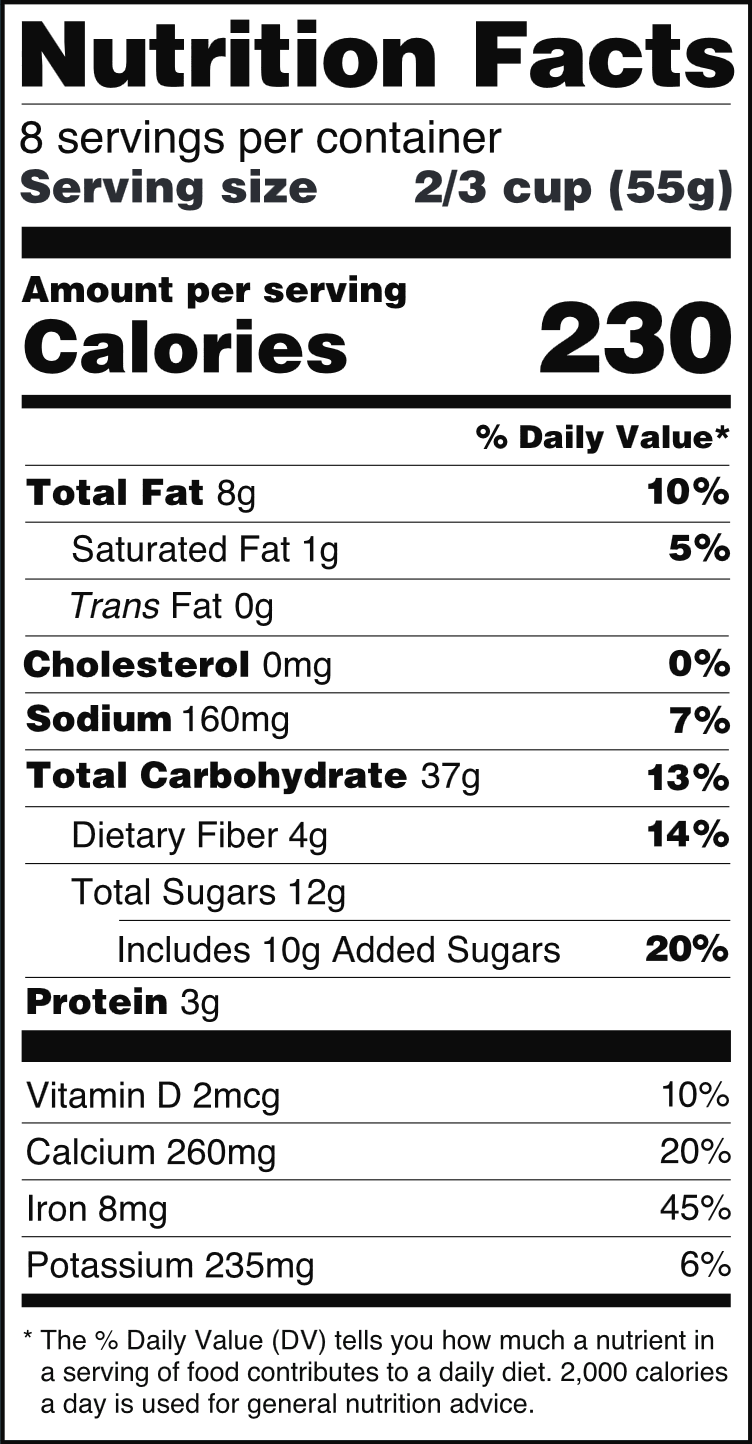
La nueva etiqueta de información nutricional

La etiqueta fue obligatoria para la mayoría de los productos alimenticios bajo las disposiciones de la Ley de Educación y Etiquetado Nutricional de 1990 (NLEA), según las recomendaciones de la Administración de Alimentos y Medicamentos de EE. UU. Fue una de varias acciones controvertidas tomadas durante el mandato del comisionado de la FDA, Dr. David Kessler. La ley requería que las compañías de alimentos comenzaran a usar la nueva etiqueta de alimentos en los alimentos envasados a partir del 8 de mayo de 1994. Los productos cárnicos y avícolas no estaban cubiertos por el NLEA, aunque el Departamento de Agricultura de los Estados Unidos propuso regulaciones similares para el etiquetado voluntario de carnes y carne de ave crudas. Los alimentos etiquetados antes de ese día podrían usar la etiqueta anterior. Esto apareció en todos los productos en 1995. La antigua etiqueta se titulaba  «Información nutricional por porción» o simplemente, «Información nutricional».
La etiqueta comienza con una medida de porción estándar, las calorías se enumeran en segundo lugar, y luego se presenta un desglose de los elementos constitutivos, incluido el % de valor diario (%DV). Siempre se enumeran grasas totales, sodio, carbohidratos y proteínas; los otros nutrientes que generalmente se muestran pueden suprimirse, si son cero. Por lo general, se muestran los 15 nutrientes: calorías, calorías provenientes de grasas, grasas saturadas, grasas trans, colesterol, sodio, carbohidratos, fibra dietética, azúcares, proteínas, vitamina A, vitamina C, calcio y hierro.
Los productos que contienen menos de 5 g de grasa muestran cantidades redondeadas al 0.5 g más cercano. Las cantidades inferiores a 0,5 g se redondean a 0 g. Por ejemplo, si un producto contiene 0,45 g de grasas trans por porción, y el paquete contiene 18 porciones, la etiqueta mostrará 0 g de grasas trans, aunque el producto realmente contenga un total de 8,1 g de grasas trans.
Además de la etiqueta nutricional, los productos pueden mostrar cierta información nutricional o declaraciones de propiedades saludables en el envase. Estas declaraciones de propiedades saludables solo están permitidas por la FDA para «ocho relaciones de dieta y salud basadas en evidencia científica comprobada», que incluyen: calcio y osteoporosis, granos que contienen fibra, frutas y verduras y cáncer, frutas, verduras y granos que contienen fibra, particularmente fibra soluble, y el riesgo de enfermedad coronaria, grasa y cáncer, grasa saturada y colesterol y enfermedad coronaria, sodio e hipertensión, y defectos de folato y tubo neural. La Academia Nacional de Medicina (Institute of Medicine) recomendó que estas etiquetas contengan la información nutricional más útil para los consumidores: grasas saturadas, grasas trans, sodio, calorías y tamaño de la porción. En enero de 2011, varios fabricantes de alimentos y las tiendas de comestibles anunciaron planes para mostrar parte de esta información nutricional en los alimentos procesados.
La etiqueta de información nutricional actualmente aparece en más de 6,5 mil millones de paquetes de alimentos. El presidente Bill Clinton emitió un premio de excelencia en diseño para la etiqueta de información nutricional en 1997 a Burkey Belser en Washington D. C.
La FDA no exige que se utilice ninguna tipografía específica en la etiqueta de Información Nutricional, y solo exige que la etiqueta «utilice un estilo de tipografía único y fácil de leer», poniendo de ejemplo la Helvética. Sin embargo, según lo regulado por la FDA y el USDA, es obligatorio que cierta información que figura en la etiqueta se escriba en inglés, incluyendo: nombre del producto, ml, tamaño de porción y número de porciones por paquete, información nutricional, ingrediente lista y nombre del fabricante o distribuidor. Las letras más pequeñas deben tener al menos 1/16 de pulgada de alto (1.5875 milímetros), según la altura de una «o» minúscula.
En enero de 2006, se requería que las grasas trans se incluyeran en grasas saturadas. Este fue el primer cambio significativo en el panel de Información Nutricional desde que se introdujo en 1993.

#### Revisión de 2016
En 2014, la Administración de Alimentos y Medicamentos de EE. UU. propuso varias mejoras simultáneas al etiquetado nutricional por primera vez en más de 20 años. Los cambios propuestos se basaron en tendencias de consumo de nutrientes de importancia para la salud pública. Sin embargo, los estudios habían demostrado que la mayoría de la población de los EE. UU. no podía entender la información en la etiqueta de información nutricional actual. El cálculo numérico de la etiqueta de nutrición es particularmente bajo en las personas mayores, de raza / etnia negra e hispana, que están desempleados, nacidos fuera de los EE. UU., Tienen un nivel de inglés más bajo, un rendimiento educativo más bajo, ingresos más bajos o viven en el Sur del país.
Los cambios finales incluyeron aumentar el tamaño de las porciones para reflejar con mayor precisión cuántas porciones consume el individuo promedio, eliminar «calorías de la grasa» y, en cambio, centrarse en las calorías totales y el tipo de grasas que se consumen en un producto, y enumerar el azúcar agregado a un producto, además de declarar la cantidad de vitamina D y potasio en un producto y ajustar las cantidades recomendadas de valor diario. Algunos de estos cambios provocaron un gran debate entre la industria alimentaria y las agencias de salud pública. La propuesta de indicar el azúcar agregado durante la producción de alimentos, en particular, fue presentada por la FDA como una medida para contrarrestar el aumento del consumo de azúcar per cápita en los Estados Unidos, que en las últimas décadas superó los límites recomendados por las instituciones científicas y las agencias gubernamentales. Las principales asociaciones alimentarias estadounidenses se opusieron al cambio de etiqueta, lo que indica «falta de mérito» y que «no hay preponderancia de evidencia» para justificar la inclusión de azúcar agregado en la nueva etiqueta.
Las reglas para el nuevo diseño se finalizaron el 20 de mayo de 2016. Los fabricantes recibieron inicialmente hasta el 26 de julio de 2018 para cumplir (o el 26 de julio de 2019 si tienen menos de $ 10 millones en ventas anuales de alimentos); un cambio de regla extiende la fecha límite de cumplimiento hasta el 1 de enero de 2020 (o el 1 de enero de 2021 para vendedores más pequeños). Para fines de etiquetado de alimentos y suplementos dietéticos, las cantidades de vitaminas y minerales nutricionalmente esenciales en una porción se expresan como un porcentaje del valor diario (% DV). Muchas de las definiciones de 100% del valor diario se cambiaron como parte de la revisión. En la ingesta diaria de referencia se proporciona una tabla de los valores diarios para adultos viejos y nuevos.

#### Alcohol
En los Estados Unidos, las bebidas alcohólicas están reguladas por la Agencia de Impuestos y Comercio de Alcohol y Tabaco (Alcohol and Tobacco Tax and Trade Bureau, TTB). A partir de 2012, el TTB no requiere que los envases de bebidas alcohólicas tengan una etiqueta de información nutricional. Desde al menos 2003, los grupos de consumidores han presionado a la TTB para que solicite el etiquetado que divulgue información de información nutricional. Algunos términos de marketing, como light y «vino de mesa», deben seguir las pautas de TTB. El embalaje debe revelar el contenido de alcohol en algunas circunstancias.
La información obligatoria en la etiqueta específica por tipo de bebida, e incluye:
- Nombre de la marca
- Nombre y dirección del fabricante (planta de embotellado o sede principal)
- País de origen si se importa (requerido por las regulaciones de la Oficina de Aduanas y Protección Fronteriza de los Estados Unidos)
- Clase, cuyas definiciones están reguladas (por ejemplo, cerveza, ginebra, vodka... etc.)
- Advertencia de salud para bebidas con 0.5% o más de volumen de alcohol
- Contenido neto
  - Para las bebidas de malta, debe estar en las unidades tradicionales de Estados Unidos (por ejemplo, pintas u onzas líquidas)
  - Para los espíritus destilados, debe estar en unidades métricas. Las botellas deben ser de 50 ml, 100 ml, 200 ml, 375 ml, 750 ml, 1 L o 1.75 L. Las botellas deben ser de 50 ml, 100 ml, 200 ml o 355 ml.
  - Para el vino, debe estar en unidades métricas y las botellas deben ser de 50 ml, 100 ml, 187 ml, 375 ml, 500 ml, 750 ml, 1 L, 1,5 L, 3 L o un tamaño mayor con un número par de litros.
- Contenido de alcohol (% en volumen):
  - Para las bebidas de malta, obligatorio solo si algo de alcohol se debe a sabores agregados, o si lo requiere la ley estatal
  - Para destilados, obligatorio
  - Para vino, opcional
- Declaración de sulfitos requerida para el vino vendido en el comercio interestatal (no intraestatal) si contiene 10 ppm o más de dióxido de azufre
- Términos opcionales pero regulados:
  - Para bebidas de malta: «barril», «ligero», «bajo en carbohidratos»
  - Para el vino: variedad de uva y denominación de origen, denominación del vino («blanco», «tinto», «rosado», «de mesa»), área vitícola, «embotellado», «de bodéga», fecha de la cosecha...
  - «Orgánico» (regulado por el USDA)
  - Declaraciones de alérgenos mayores

#### Cafeína
Los investigadores de salud han pedido el etiquetado obligatorio de los productos alimenticios con cafeína añadida, que es un estimulante psicoactivo del sistema nervioso. Si se consume en exceso, la cafeína puede causar convulsiones, problemas renales, problemas hepáticos, arritmia cardíaca y la muerte. The Coca-Cola Company y PepsiCo comenzaron a etiquetar el contenido de cafeína en 2007.